# Walter Migula

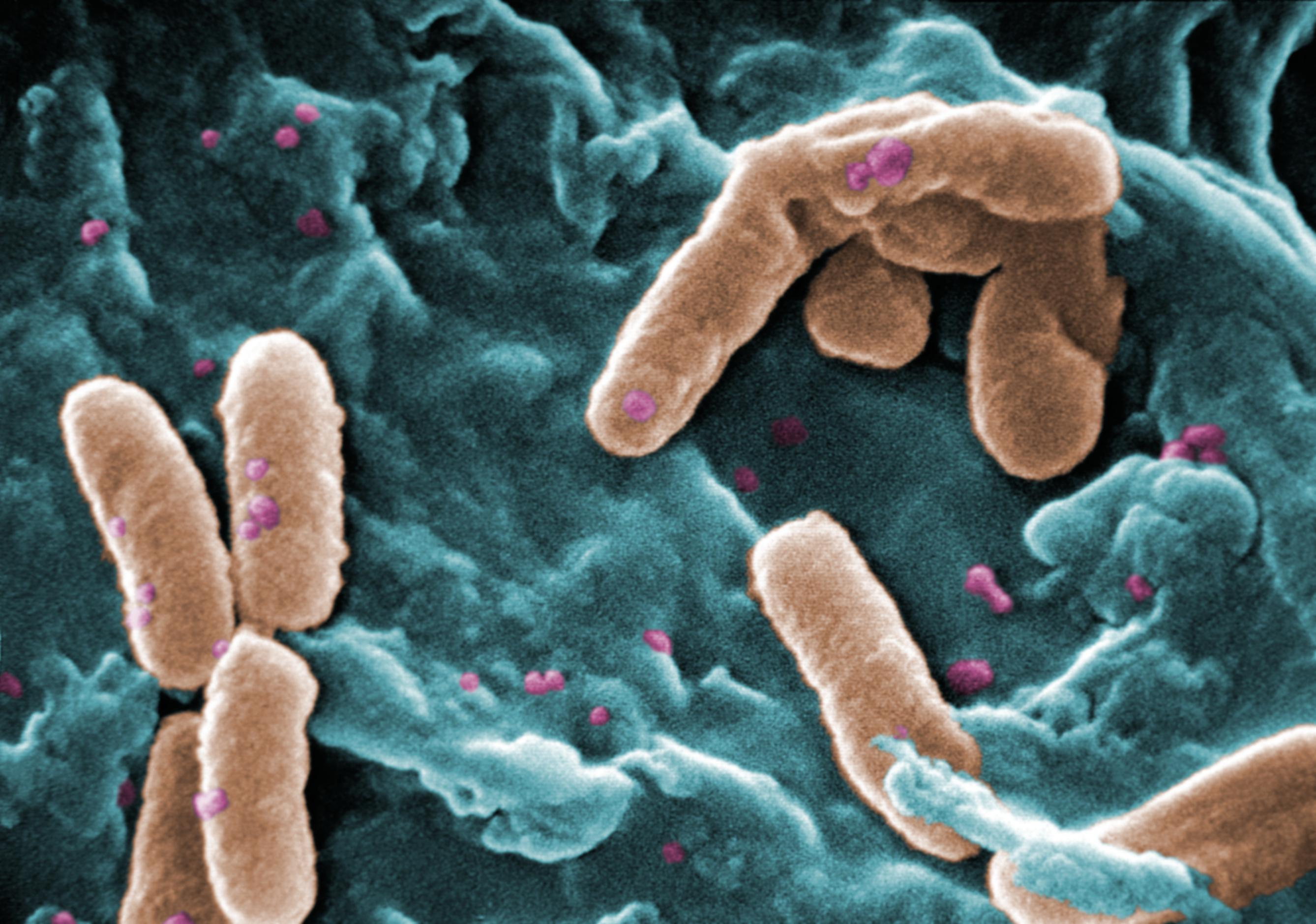
Pseudomonas

Walter Emil Friedrich August Migula ( 1863 , Zyrowa (Oberschlesien, Gmina Zdzieszowice) - 1938 , Eisenach) fue un botánico y micólogo alemán.
En 1888 fue promovido en Breslau a Profesor extraordinario, enseñando en la Technischen Hochschule Karlsruhe hasta 1893, y desde 1904 hasta 1915 como profesor en la Academia forestal de Eisenach.
Migula publicó junto a los artículos científicos de criptógamas y de Bacteriología, también una obra popular de Fisiología vegetal.

## Algunas publicaciones
- Kryptogamen-Flora von Deutschland, Deutsch-Österreich und der Schweiz (Flora criptogámica de Alemania, Austria, y Suiza)

### Libros
- walter Migula, m. Campbell, henry johnstone Campbell. 1893. An introduction to practical bacteriology for physicians, chemists, and students. Introductory science text-books. Ed. S. Sonnenschein. 247 pp.
- 1897. System der Bakterien, Vol. 1. Ed. Fischer
- 1901. Compendium der bakteriologischen Wasseruntersuchung. Ed. O. Nemnich. 438 pp. reeditó en 2010 BiblioBazar, 458 pp. ISBN 1144782740
- 1911. Die Desmidiazeen. Vol. 6 de (Handbücher f. d. prakt. naturwiss. Arbeit) 65 pp.
- 1917. Die Brand- u. Rostpilze Vol. 13 de (Handbücher f. d. prakt. naturwiss. Arbeit) 132 pp.
- adolf Pascher, josef Schiller, walter Migula. 1925. Heterokontae, Phaeophyta, Rhodophyta, Charophyta. Issue 11 de Die Süsswasser-Flora Deutschlands, Österreichs und der Schweiz. 250 pp.

- La abreviatura «Mig.» se emplea para indicar a Walter Migula como autoridad en la descripción y clasificación científica de los vegetales.[1]